# 一毛町 (前橋市)
一毛町（いっけまち）は、群馬県前橋市の旧町名である。
現在の城東町三丁目、城東町四丁目、西片貝町五丁目の各一部にあたる。1966年（昭和41年）の住居表示の実施により、城東町三丁目、城東町四丁目、西片貝町五丁目の各一部となった。

## 地理
前橋市の中部に位置していた。

## 歴史
江戸時代頃からある地名であり、前橋藩領だった。町人町である諏訪町が区割され、前橋城下に編入された。1874年（明治7年）前橋城下武家地であった群馬郡前橋諏訪町裏、向原を編入。
1966年（昭和41年）の住居表示の実施に伴う町名変更により、城東町三丁目、城東町四丁目となり消滅した。

### 年表
- 1889年 一毛村を含む30町11大字を合併し東群馬郡前橋町が成立したため、前橋町の町名となる。
- 1910年 前橋市の大字だった一毛が一毛町となる。
- 1928年 一毛町字中川台、同町字北島原の一部が前橋市栄町として分離する。
- 1892年 東群馬郡前橋町が市制施行して前橋市となる。その際に前橋市の町名となる。
- 1966年 住居表示の実施に伴う町名変更により、北部が城東町三丁目、南部が城東町四丁目の各一部となり消滅。

### 地名の由来
一説には当地が一毛作地であったからだといわれている。